# Волгоградска митрополија
Волгоградска митрополија (рус. Волгоградская митрополия) митрополија је Руске православне цркве.
Образована је одлуком Светог синода од 15. марта 2012, а налази се у оквиру граница Волгоградске области. У њеном саставу се налазе три епархије: Волгоградска, Калачевска и Урјупинска.